# Lamentacje Khakheperre-Sonbe
Lamentacje Khakheperre-Sonbe – tekst zaliczający się do lamentacyjnego nurtu piśmiennictwa mądrościowego Średniego Państwa. Za ich autora uznaje się kapłana Khakheperre-Sonbe, zwanego także Ankhu. Autor swoim tekstem wywarł znaczny wpływ na późniejszą myśl egipską. Dowody na to znaleźć można np. w Papirusie Cheaster Beatty IV.

## Opis treści i struktura
Tekst rozpoczyna się mową mędrca, który wydaje się rozmawiać z własnym sercem (ib).
Pierwsza część tekstu związana jest z krytyką użyteczności dotychczasowej literatury mądrościowej. Są to dosyć nietypowe poglądy wśród innych egipskich tekstów, ponieważ w przeciwieństwie do nich, negatywnie wypowiada się wobec tradycji oraz zakłada, że nie warto powtarzać już wypowiedzianych zdań oraz opinii, to co wartościowe natomiast, to refleksja nad rzeczywistością oraz nas własnymi doświadczeniami.
Kolejny fragment tekstu zawiera lamentacje, w których zawiera cele swojej wypowiedzi, czyli zdanie, że powodem jego zmartwienia jest nieszczęście, które dotknęło kraj, a które wynika ze zmian. Nie wyjaśnia jednak co spowodowało katastrofę, jedynie opisuje stan rzeczywisty państwa. Jest ono wyniszczone, a porządek został zastąpiony przez chaos. Co ważne, w porównaniu z innymi lamentacjami (np. Ipuwera lub Neferti), autor nie skupia się na powodach wystąpienia konkretnego nieszczęścia, a na tym, że każdorazowo należy dokonać refleksji zamiast działać bezmyślnie zgodnie z utartymi schematami.
Zapytanie skierowane do serca, jest trzecim i ostatnim zachowanym fragmentem Lamentacji. Mędrzec zwraca się w nim do swojego serca, które prosi o rozwikłanie zagadki związanej ze zmianami zachodzącymi w społeczeństwie. W rozwiązaniu tej zagwozdki nie może niestety liczyć na innych, ponieważ inni nie chcą go słuchać i nie potrafią przyjąć krytyki.